# دائرة أم العظائم
دائرة أم العظائم دائرة في ولاية سوق أهراس في الجزائر. مركزها مدينة أم العظائم. البلديات التابعة لها هي ترقالت وادى الكبريت